# Francis Thorne
Francis Burritt Thorne Jr. (født 23. juni 1922 i Bay Shore, New York - død 7. marts, 2017 i Canaan, Connecticut, New York, USA) var en amerikansk komponist, pianist og direktør.
Thorne studerede komposition hos Paul Hindemith på Yale Universitet, og senere i Italien nærmere Firenze hos David Diamond. Han levede senere som jazzpianist i New York. Thorne har skrevet 7 symfonier, orkesterværker, operaer, kammermusik, korværker, sange etc. Han var også direktør og leder af sit eget selskab Thorne Music Foundation (1965-1974), som støttede unge nye komponister og deres værker.

## Udvalgte værker
- Symfoni nr. 1 (i en sats) (1960) - for orkester
- Symfoni nr. 2 (1964) - for orkester
- Symfoni nr. 3 (1969) - for slagtøj og strygeorkester
- Symfoni nr. 4 (1977) - for orkester
- Symfoni nr. 5 (1984) - for orkester
- Symfoni nr. 6 (1992) - for strengeinstrumenter
- Symfoni nr. 7 "Langs Hudsonfloden" (1994) - for kor og orkester